# 秉笔太监
秉笔太监，為明朝內宮官制，掌宮廷禮儀與糾舉內官，內官差遣原屬內官監，秉笔隋堂太监或八九員、或四五員。
按明朝祖制，司禮監掌印太監不得兼任東廠提督。秉筆太監為司禮監次官，位尊權重僅次於掌印太監；秉筆太監負責將各部大臣之奏章、票擬意見呈送皇帝或將皇帝的批示發還內閣。
在宣德朝之後始專命內閣任票擬，票擬乃成為內閣專責，條旨須經秉笔太监以朱筆重新謄寫票擬內容，稱為「批紅」。
通說往往在明朝皇帝懈怠國事不理朝政時，給予秉筆太監竊權機會，但萬曆中晚期怠政並無造成秉笔太监專權情事，太監專權主要還是發生在皇帝沖齡登位，後宮又遭女官禮教制約，不方便直接干預政事，近侍才得以擅權；古六省制內外廷設置皆相對應，惟司禮監等同治朝的內閣與外朝御史，掌印秩尊视元辅，掌东厂权重视左都御史兼次辅，積弊為人詬病之事甚夥。但多有誇大之嫌，常侍黃門等亂政歷代皆有，縱向相比為害並不嚴重，即便有宦官亂政時間也並不長。明代各種文獻中，最早冠上司禮監秉筆太監者是馮保，嘉靖三十九年以前並無資料可考，而嘉靖朝宦官為害並不嚴重。

## 代表
- 明正統時太監王振。
- 明天順時太監曹吉祥。
- 明正德時太監劉瑾、張永。
- 明嘉靖時太監高忠。
- 明隆慶時太監陳洪、鄭真。
- 明萬曆時太監馮保、張鯨。
- 明泰昌時太監鄒義、王安、崔文升。
- 明天啟時太監魏忠賢、王體乾、李永貞。
- 明崇禎時太監王承恩、李鳳翔。